# Viola pomposa
Viola pomposa (raramente chamado de violino pomposo) é instrumento pentacorde da família dos violinos, em utilização desde o início do século XVIII (Paulinyi, 2012). Possui dimensões semelhantes ao da viola de orquestra, apesar de um pouco mais largo (pomposo talvez seja um termo eufemista). Sua afinação geralmente é dó-sol-Ré-Lá-Mi'; portanto, um híbrido de violino e viola em termos de extensão. Seu timbre, contudo, assemelha-se antes à viola de orquestra do que ao de violino, mesmo para a corda Mi acrescentada.

### Video
Crowl, Harry. 2008. "Antíteses, Concert for viola pomposa and full orchestra". Recorded in 2010.

### Audio
- CD Images com música brasileira para viola pomposa (primeira gravação comercialmente disponível.
- Viola pomposa MP3s